# Guillaume-Ernest Assmann
Pour les articles homonymes, voir Assmann.
Guillaume-Ernest Assmann ou encore Guillaume Ernest-Assmann (né le 2 novembre 1742 et décédé en janvier 1836) est un clarinettiste français.
Il devient clarinettiste à l'Opéra en 1773, il intervient à la musique de la Garde nationale (1re classe) en 1793. Il est également professeur de solfège (2e classe) en 1795. Il fait partie des premiers professeurs du conservatoire fondé par Bernard Sarrette.
Il est probable qu'à l'Opéra il est joué également de la contrebasse pour augmenter la taille du pupitre sur certaines pièces comme l'on fait d'autres musiciens à vent dans les années 1770-1780. Par ailleurs, on relève qu'en 1788, Ernest Assmann est également amené à remplacer M. Sallentin comme grand hautbois.
Il prend sa retraite en l'an X (1802).